# Lissonota axillaris
Lissonota axillaris là một loài tò vò trong họ Ichneumonidae.